# MIL-STD-188
MIL-STD-188은 전기 통신과 관련된 미국 군사 표준 시리즈이다.

## 목적
"과거 통신 시스템, 장비 및 소프트웨어의 기술적 결함이 통신 표준 적용의 기본적인 부적절함과 검토, 통제 및 구현을 위한 잘 정의된 프로그램의 부족에서 비롯되었다는 점"에 직면하여, 미국 국방부는 이러한 문제를 완화할 수 있는 일련의 표준을 개발하고자 했다.
1988년까지 미국 국방부(DoD)는 합동 및 연합 작전을 위한 모든 부대가 호환 가능하고 상호 운용 가능하며 통합된 지휘, 통제, 통신 및 정보 시스템을 통해 지원되어야 한다는 정책을 명시한 지침 4630.8(1992, 2002, 2004년 재발행)을 발행했다. "…[그리고 그러한] 미군 사용을 위해 개발된 모든 시스템은 공동 사용을 위한 것으로 간주된다." 이를 달성하기 위해 국방정보체계국 (DISA) 국장은 "상호 운용성 및 호환성을 달성하기 위한 정보 기술 표준을 개발하고…[그리고 모든] 시스템 및 장비가 인터페이스, 상호 운용성 및 호환성을 위한 기술 및 절차 표준에 따르도록 보장"할 책임이 있다.
MIL-STD-188 표준은 "입증된 기술을 기반으로 한 통신 설계 매개변수를 다루기 위해" 만들어졌다. 상호 운용성을 보장하기 위해 DISA는 모든 새로운 DoD 시스템 및 장비, 또는 주요 업그레이드에 이러한 표준을 의무적으로 사용하도록 했다.
이러한 표준의 의무적 사용은 표준화를 달성하고 가용성, 유지 보수성, 신뢰성 및 지원성을 개선하는 데 크게 도움이 될 것이다. 이는 결과적으로 수명 주기 구성 관리 및 물류 지원을 강화하고 수명 주기 비용을 절감할 것이다.

## 진화
최초 개발 당시 군사 표준 188은 전술 및 장거리 통신에 대한 기술 표준을 다루었지만, 개정(MIL-STD-188A, MIL-STD-188B)되면서 전술 통신에만 적용되는 문서가 되었다(MIL-STD-188C 1969년 11월 24일). 국방정보체계국은 장거리 국방 통신 시스템 및 전세계 군사 지휘통제 시스템의 기술 지원과 관련된 표준 및 엔지니어링 기준을 모두 발표하는 회보를 발행했다. 미국 합동참모본부의 결정에 따라 이러한 표준은 MIL-STD-188 시리즈 문서로 발행된다. 이 시리즈는 "전술 및 장거리 통신을 위한 공통 표준을 다루는 MIL-STD-188-100 시리즈, 전술 통신만을 위한 표준을 다루는 MIL-STD-188-200 시리즈, 그리고 장거리 통신만을 위한 표준을 다루는 MIL-STD-188-300 시리즈"로 세분화된다.
MIL-STD-188 시리즈 표준은 국방부의 합동 기술 아키텍처에 포함된다.

## 편차 및 면제
MIL-STD-188 시리즈 표준에서 벗어나고자 하는 제조업체는 (품목 제조 전에) 국방 통신국 산하의 합동운영위원회(JSC)에 요청해야 한다. MIL-STD-188 시리즈 표준에서 벗어난 품목을 받기 위한 면제를 받으려는 국방부 기관 또한 JSC에 신청해야 한다.

## 다른 표준 시스템과의 관계
국방부 문서에 따르면, "MIL-STD-188 시리즈는 합동 기술 아키텍처, 미국 국가표준 협회 (ANSI) 표준, 국제전기통신연합 - 통신 표준화 부문 (ITU-T) 권고, 북대서양 조약 기구 (NATO) 표준화 협정 (STANAG) 및 기타 표준에 적용 가능한 경우 이를 기반으로 하거나 참조할 수 있다."

## 현재 개발 중점
현재 국방부는 "전술 및 장거리 통신을 위한 공통 표준 (MIL-STD-188-100 시리즈) 개발"에 중점을 두고 있다.

## 문서
참고: 다음 문서 목록은 현재 활성화된 문서들이다. 세 자리 숫자에 알파벳 문자가 뒤따르는 문서는 해당 문서의 이전 버전의 개정판임을 나타낸다.

### MIL-STD-188-100 시리즈
국방부에 따르면 MIL-STD-188-100 시리즈에는 "장거리 및 전술 통신 시스템 모두에 공통적인 기술 표준 및 설계 목표"가 포함되어 있다.
이 시리즈의 현재 항목은 다음과 같다:
- 100  - 공통 장거리 및 전술 통신 시스템 기술 표준[6]
- 105  - 완전 디지털 전술-전략 게이트웨이를 위한 상호 운용성 및 성능 표준
- 110D - 데이터 모뎀을 위한 상호 운용성 및 성능 표준
- 111A - 광섬유 통신 시스템을 위한 상호 운용성 및 성능 표준
- 112  - 공통 장거리 전술 케이블 및 유선 통신을 위한 서브시스템 설계 및 엔지니어링 표준
- 113  - 아날로그-디지털 변환 기술을 위한 상호 운용성 및 성능 표준
- 114A - 디지털 인터페이스 회로의 전기적 특성 (RS-422 및 RS-423과 상호 운용 가능하나 동일하지는 않음)
- 115  - 통신 타이밍 및 동기화 서브시스템을 위한 상호 운용성 및 성능 표준
- 116  - 정보 및 기록 트래픽 교환 모드를 위한 상호 운용성 표준
- 120  - 군사 통신 시스템 표준 용어 및 정의
- 124B - 지상 기반 통신-전자 시설 및 장비를 포함한 공통 장거리/전술 통신 시스템을 위한 접지, 접합 및 전자기 차폐
- 125A - 중요하고 시간 긴급한 임무를 수행하는 지상 기반 시설을 위한 고고도 전자기 펄스 (HEMP) 보호
- 136A - EHF 중간 데이터 속도 (MDR) 업링크 및 다운링크를 위한 위성 데이터 링크 표준 (SDLS)
- 140A - 저주파 대역 및 저주파 대역의 공통 장거리/전술 무선 통신을 위한 장비 기술 설계 표준
- 141D - 중고주파 무선 시스템을 위한 상호 운용성 및 성능 표준 (자동 링크 설정 표준 포함)
- 145  - 디지털 시야선 마이크로파 무선 장비를 위한 상호 운용성 및 성능 표준
- 146  - 위성 통신을 위한 상호 운용성 및 성능 표준
- 148B - 고주파 (2-30 MHz) 대역에서의 재밍 방지 (AJ) 통신을 위한 상호 운용성 표준
- 154A - 공통 장거리 및 전술 통신 제어 시설을 위한 서브시스템, 장비 및 인터페이스 표준
- 161D - 디지털 팩스 장비를 위한 상호 운용성 및 성능 표준
- 164A - C-밴드, X-밴드, 및 Ku-밴드 SHF 위성 통신 지구 단말기를 위한 상호 운용성 및 성능 표준
- 165A - SHF 위성 통신 PSK 모뎀 (Fdma 동작)을 위한 상호 운용성 및 성능 표준
- 166  - 인터페이스 표준, SHF SATCOM 링크 제어를 위한 상호 운용성 및 성능 표준
- 167  - 인터페이스 표준, SHF SATCOM 링크 제어를 위한 메시지 형식
- 168  - 인터페이스 표준, SHF 위성 통신 멀티플렉서 및 디멀티플렉서를 위한 상호 운용성 및 성능 표준
- 171  - 정보 및 기록 트래픽 교환 모드 I을 위한 상호 운용성 표준
- 172  - 정보 및 기록 트래픽 교환 모드 II를 위한 상호 운용성 표준
- 173  - 정보 및 기록 트래픽 교환 모드 V를 위한 상호 운용성 표준
- 174  - 정보 및 기록 트래픽 교환 모드 VI를 위한 상호 운용성 표준
- 176  - 비동기 전송 방식 (ATM)을 위한 표준화된 프로파일
- 181B - 고급 협대역 디지털 음성 터미널 (ANDVT) 및 56 kbit/s 데이터
- 181C - 5-kHz 및 25-kHz UHF 위성 통신 채널 액세스를 위한 상호 운용성 표준
- 182B - UHF SATCOM 수요 할당 다중 접속 (DAMA) 오더와이어 메시지 및 프로토콜을 위한 상호 운용성 표준
- 183B - 다중 액세스 5-kHz 및 25-kHz UHF 위성 통신 채널을 위한 상호 운용성 표준
- 184  - 데이터 제어 파형을 위한 상호 운용성 및 성능 표준
- 185  - 상호 운용성 UHF 군사 위성 통신 DAMA 제어 시스템
- 186  - UHF SATCOM 단기 지연 보고-방송 서비스를 위한 상호 운용성 표준
- 187  - 이동 사용자 목표 시스템 (MUOS) 단말기를 위한 상호 운용성 표준
- 190  - 통신 시스템 측정 방법
- 194  - 통합 서비스 디지털 네트워크 프로파일
- 196  - 국가 이미지 전송 형식 표준을 위한 2진 이미지 압축
- 197A - 국가 이미지 전송 형식 표준을 위한 적응형 재귀 보간 차동 펄스 부호 변조 (ARIDPCM) 압축 알고리즘
- 198A - 국가 이미지 전송 형식 표준을 위한 합동 사진 전문가 그룹 (JPEG) 이미지 압축
- 199  - 국가 이미지 전송 형식 표준을 위한 벡터 양자화 압축 해제
- 203-1A - 전술 디지털 정보 링크 (Tadil) A (링크 11)를 위한 상호 운용성 및 성능 표준

### MIL-STD-188-200 시리즈
국방부에 따르면 MIL-STD-188-200 시리즈에는 "현재 전술 통신, 기술 표준 및 설계 목표…[이 시리즈에는] 적절한 비분류 설계 목표 및 전술 통신 시스템 기술 표준…[그리고] 합동 프로젝트 하에 개발된 적절한 통신-전자 시스템 표준 및 설계 목표…[이것들은] 전술 통신 표준에 통합된다"가 포함되어 있다.
이 세그먼트의 현재 항목은 다음과 같다:
- 200 - 전술 통신을 위한 시스템 설계 및 엔지니어링 표준
- 202 - 전술 통신을 위한 전술 디지털 전송 그룹 (동축 케이블)의 상호 운용성 및 성능 표준
- 203 - 전술 디지털 정보 링크 (TADIL) A의 상호 운용성 및 성능 표준
- 212 - 전술 디지털 정보 링크 (TADIL) B의 서브시스템 설계 및 엔지니어링 표준
- 216A - 데이터 어댑터 제어 모드의 상호 운용성 표준
- 220D - 디지털 메시지 전송 장치 서브시스템 (전투망 라디오)
- 241 - VHF 주파수 도약 전술 무선 시스템을 위한 RF 인터페이스 요구 사항
- 242 - 전술 단일 채널 초고주파 (VHF) 무선 장비의 상호 운용성 및 성능 표준
- 243 - 전술 단일 채널 초고주파 (UHF) 무선 통신의 상호 운용성 및 성능 표준
- 256 - 전술 통신 시스템의 디지털 신호 및 감독의 상호 운용성 및 성능 표준
- 260 - 전술 터미널 서브시스템의 설계 및 엔지니어링 표준

### MIL-STD-188-300 시리즈
국방부에 따르면 MIL-STD-188-300 시리즈에는 "국방 통신 시스템 (DCS) 및 국가 군사 지휘 시스템 (NMCS)을 지원하기 위한 장거리 및 지점 간 통신 분야에 적용되는 통신 시스템 표준 및 설계 목표, 그리고 비DCS 장비와의 필요한 인터페이스 제공"이 포함되어 있다.
이 시리즈의 현재 항목은 다음과 같다:
- 300 - 국방 통신 시스템에 적용되는 장거리 통신 시스템 설계 표준
- 310A - 기술 제어 시설을 위한 서브시스템 설계 및 엔지니어링 표준
- 311 - 주파수 분할 멀티플렉서를 위한 기술 설계 표준
- 313 - 마이크로파 시야선 (LOS) 라디오 및 대류권 산란 라디오를 통과하는 장거리 통신을 위한 서브시스템 설계 및 엔지니어링 표준 및 장비 기술 설계 표준
- 315 - 유선 시스템을 위한 서브시스템 설계/엔지니어링 및 장비 기술 설계 표준
- 331   - 화상 회의를 위한 상호 운용성 및 성능 표준
- 340   - 음성 오더와이어 멀티플렉스를 위한 장비 기술 설계 표준
- 341   - 비다이버시티 디지털 데이터 2400 초당 비트수
- 342   - 장거리 통신 장비 기술 설계 표준 (음성 주파수 캐리어 텔레그래프(FSK)용)
- 344   - 비다이버시티 디지털 데이터 1200 초당 비트수
- 346   - 장거리 통신-장비 기술 설계 표준 (아날로그 최종 장비 및 중앙 사무실 보조 장치용)
- 347   - 디지털 최종 장비 및 보조 장치용 장비 기술 설계 표준

## 같이 보기
- FIELDATA